# Aslı Erdoğan
Aslı Erdoğan (ur. 8 marca 1967 r. w Stambule) – turecka pisarka i dziennikarka, z wykształcenia fizyk.

## Życiorys
Urodzona 8 marca 1967 r. w Stambule. Jej ojciec był liderem lewicowego związku studentów. Urodziła się w 1967 r. w Stambule, tam też ukończyła Robert College, a potem studiowała inżynierię komputerową (licencjat w 1988) i fizykę (magisterium w 1993), by po studiach pracować w Europejskiej Organizacji Badań Jądrowych CERN. W 1993 r. wyjechała do Brazylii, by rozpocząć prace nad doktoratem z fizyki cząstek elementarnych. Karierę naukową porzuciła dwa lata później.
W 1993 r. zaangażowała się w działalność na rzecz praw człowieka. Jako pisarka debiutowała rok później. Od 1998 r. pracowała jako dziennikarka, związana była z lewicową gazetą „Radikal” (1998–2001) i kurdyjskim czasopismem „Özgür Gündem” (od 2013 r.). Pisała o nadużyciach policji, torturach, gwałtach na kobietach, rzezi Ormian i prześladowaniach Kurdów, w związku z czym wielokrotnie jej grożono i próbowano zastraszyć. Jej książki nie są wydawane w Turcji, natomiast tłumaczono je m.in. na język angielski, francuski, niemiecki, włoski, szwedzki, norweski, arabski, bośniacki, duński i bułgarski. Jej publikacje recenzowali i analizowali m.in. Orhan Pamuk, Ingo Arend, Ruth Klüger i Eugene Schoulgin – jej dokonania są przedmiotem ponad stu artykułów, esejów i prac akademickich.
Od początku była nastawiona nieprzychylnie do rządów Recepa Tayyipa Erdoğana, krytykowała go za autorytarne zapędy.
Wkrótce po zatrudnieniu w „Özgür Gündem”, ostrzeżona o możliwości aresztowania, wyjechała do Szwajcarii i dalej do Austrii, gdzie otrzymała ochronę miejscowych służb. Po kilku miesiącach wróciła do Turcji, gdzie cztery dni później zaczęły się protesty w parku Gezi, w których wzięła udział. Ponownie zaczęto ją zastraszać, kolejny raz wyjechała z Turcji, azyl przyznała jej organizacja Międzynarodowej Sieci Miast Pisarzy Uchodźców (ICORN). Przez pewien czas mieszkała w Krakowie.
Po nieudanym puczu w Turcji w lipcu 2016 r. została aresztowana pod zarzutem prowadzenia działalności terrorystycznej. W listopadzie sąd uchylił zarzut „rozbijania jedności narodu”, a miesiąc później została zwolniona z aresztu z zakazem opuszczania państwa, zarzutu działalności terrorystycznej jednak nie wycofano.
Jest członkiem międzynarodowego PEN Clubu i Stowarzyszenia Pisarzy Tureckich. Autorka kilkunastu książek (powieści, noweli, zbiorów opowiadań, prozy poetyckiej, i esejów politycznych), m.in. „Cudowny mandaryn”, „The Shell Man”, „Kamienny zamek”, „Miasto w karmazynowej pelerynie”, z których żadna nie została dotąd wydana po polsku.